# 디스크 섹터

그림 1: 디스크 구조:
A: 트랙
B: 기하학적 섹터
C: 트랙 섹터
D: 클러스터

컴퓨터 디스크 기억 장치에서 섹터(sector)는 자기 디스크나 광 디스크의 트랙의 일부이다. 각 섹터는 고정된 양의, 사용자 접근이 가능한 데이터를 저장하고 있으며, 전통적으로 하드 디스크 드라이브(HDD)의 경우 512 바이트, CD-ROM과 DVD-ROM의 경우 2048 바이트이다. 신형 HDD는 4096 바이트 섹터를 사용하며, 이는 어드밴스트 포맷(AF)이라고 한다.
섹터는 하드 드라이브의 최소 기억 단위이다.
대부분의 디스크 파티셔닝 계획은 파일의 실제 크기에 관계 없이 파일이 여러 섹터를 차지할 수 있도록 설계되어 있다. 온전한 하나의 섹터를 모두 채우지 못하는 파일들은 0으로 채워진 나머지 섹터 부분을 보유하고 있다. 실질적으로, 운영 체제는 보통 데이터 블록 상에서 동작하며, 이 블록은 여러 개의 섹터를 선회한다.
기하학적으로 섹터라는 용어는 부채꼴을 뜻하며, 기초적인 세 가지 부분으로 이루어지는데, 여기에는 섹터 헤더, 데이터 영역, 오류 정정 코드(ECC)가 있다. 섹터 헤더는 디스크와 컨트롤러가 사용하는 정보를 포함하고 있으며, 이 정보에는 동기(sync) 바이트, 주소 식별 정보, 결함(flaw) 플래그, 헤더 패리티 바이트가 들어있다. 헤더에는 데이터 영역의 의존이 불가능할 경우 사용되는, 대안이 되는 주소를 포함할 수 있다. 주소 식별 정보는 드라이브의 동작을 통해 정확한 위치에 읽기/쓰기 헤드를 조준할 수 있도록 보장하기 위해 사용된다. 데이터 영역에는 기록된 사용자 데이터를 담고 있는 반면, ECC 필드는 데이터 필드에 기반한 코드를 담고 있어서 데이터에 유입될 수 있는 오류를 검사, 정정하는데 사용된다.

## 같이 보기
- 실린더-헤드-섹터
- 디스크 포맷
- 파일 할당 테이블
- 디스크 파티션